# Copiopteryx phoenix
Copiopteryx phoenix är en fjärilsart som beskrevs av Deyrolle 1868/69. Copiopteryx phoenix ingår i släktet Copiopteryx och familjen påfågelsspinnare. Inga underarter finns listade i Catalogue of Life.